# Sam il pompiere
Sam il pompiere (Sam Tân nell'originale gallese e Fireman Sam nell'originale inglese) è una serie d'animazione britannica realizzata con la tecnica del passo uno, prodotta dalla Bumper Films nel 1987 (stagioni 1-4, trasmesse su BBC One), Siriol Productions e HiT Entertainment nel 2003 (stagione 5, trasmessa su CBeebies); in italiano è stata trasmessa prima su Odeon col titolo Firesam, poi su RaiSat 2 con l'attuale titolo Sam il pompiere e su Rai YoYo. A partire dalla stagione 6 la serie non viene realizzata in passo uno ma con la tecnica della grafica 3D: questa serie, prodotta sempre dalla HIT Entertainment, è trasmessa su Cartoonito nel Regno Unito e in Italia su Boomerang e Cartoonito. In molti Paesi del mondo il personaggio di Sam ha fatto da testimonial a campagne per la sicurezza contro gli incendi. La sigla italiana Sam il pompiere delle prime due serie fu cantata da Antonello Governale.

## Trama
La serie racconta le avventure del pompiere Sam e della squadra di cui fa parte a Pontypandy, paesino del Galles meridionale (come visto in un episodio dove si intravede la bandiera rappresentativa bianca e verde col drago rosso). Il nome Pontypandy è l'unione dei nomi di due paesi realmente esistenti: Pontypridd e Tonypandy.
Nella prima serie a chiamare i pompieri quando c'è un'emergenza sono quasi sempre i bambini Sarah e James. Invece dalla seconda e terza serie a chiamare sono principalmente gli adulti.

### Serie originale (1987-1994)
La serie originale comprendeva 32 episodi di 11 minuti e uno speciale di Natale di 20 minuti. La voce narrante e tutte le voci dei personaggi sono state doppiate in originale da John Alderton. Sam è il personaggio principale dello spettacolo e interagisce con i colleghi della caserma dei pompieri e con i compaesani. È visto come un "eroe" nel villaggio il quale, nonostante sia molto piccolo e con poca attività, presenta spesso degli incendi, che Sam e il suo team riescono tuttavia sempre a gestire.
I colleghi del protagonista sono l'ingenuo Elvis Cridlington, l'ufficiale capo della stazione Basil Steele (ribattezzato Norris Steele nella terza serie) e Penny Morris, una ragazza sveglia, alter-ego femminile di Sam. Gli abitanti del villaggio sono l'autista di autobus e pompiere ausiliario Trevor Evans, la proprietaria del caffè italiano Bella Lasagna, Norman Price, il ragazzo pestifero del paese che spesso provoca i guai a cui i pompieri devono porre rimedio, sua madre Dilys e i gemelli Sarah e James, nipoti di Sam. Nelle prime puntate i personaggi che ricorrono sono sempre gli stessi, benché ne vengano citati anche altri che non appaiono mai.
Nel 1988, la serie originale fu candidata per un BAFTA Award come miglior cortometraggio animato. I potenziali destinatari erano Ian Frampton e John Walker.

### Seconda serie (2003-2007)
Nel 2003 una nuova serie è stata prodotta dalla Siriol Productions e HiT Entertainment comprendente 26 episodi, ciascuno della durata di 13 minuti. Questi episodi utilizzavano tecniche più moderne di animazione stop-motion, comprese le bocche che si muovono con il dialogo. Questa serie presentava tutti i personaggi originali con l'aggiunta di alcuni volti nuovi, come Tom Thomas, pilota australiano dell'elicottero di salvataggio Wallaby One, un fotografo / giornalista non meglio identificato e la famiglia Flood composta da Mike l'idraulico, sua moglie Helen infermiera e la loro figlia Mandy. Anche il design delle vetture e delle divise dei pompieri è stato aggiornato. I personaggi maschili e Dilys Price sono stati doppiati in originale da John Sparkes.

### Terza serie (2008-oggi)
La serie è stata rinnovata nel 2008 e ha visto lo show convertirsi in CGI. Pontypandy è diventato un villaggio di pescatori sul mare anziché un paese immerso nelle colline come nelle serie precedenti, anche se l'ambientazione generale è rimasta. Un altro cambiamento in questa serie è che i genitori dei gemelli appaiono per la prima volta; la loro madre Bronwyn e il padre pescatore Charlie, fratello di Sam, gestiscono un ristorante.
Il camion Jupiter è stato aggiornato di nuovo così come le altre autovetture che hanno un aspetto più moderno. Sono stati aggiunti via via anche altre veicoli come il furgone di Mike, il quad usato da Sam, un motoscafo per i salvataggi in mare e un'autopompa su rotaie utile quando si deve intervenire in montagna nei pressi della vecchia miniera.
Anche gli abiti dei pompieri sono stati ammodernati con strisce riflettenti e distintivi extra alle loro uniformi. Molti personaggi hanno anche reso più evidenti alcuni aspetti della loro personalità. Norman Price è molto più malizioso e sconsiderato rispetto alle serie precedenti, dove gli incidenti erano dovuti a idee mal pianificate piuttosto che a schemi oltraggiosi. Altri esempi sono la rigidità maggiore del capitano Steele e la diminuzione della competenza generale di Elvis.
La caserma dei pompieri nella terza serie è diversa rispetto a quella della prima e seconda serie. Inoltre cambiano anche le parole della sigla (nella versione originale sono cambiate nella seconda serie).
Altri cambiamenti includono la rimozione di Bella, anche se il suo caffè può ancora essere visto di fronte al negozio di Dilys, ora divenuto un minimarket chiamato "Il supermercato a prezzo ridotto". Tuttavia Bella Lasagna è ricomparsa nella decima stagione, giustificando la sua assenza con un temporaneo trasferimento nella città di Newtown.
CBeebies ha mandato in onda l'ultimo episodio della precedente serie il 28 dicembre 2007, prima che Cartoonito e Channel 5 iniziassero a trasmettere questa nuova serie dall'11 febbraio 2008.

## Produzione
L'idea originale della serie venne a due ex pompieri del Kent, Dave Gingell e David Jones, che contattarono Mike Young, creatore di SuperTed, e gli chiesero di sviluppare ulteriormente il loro concetto. L'idea è stata poi portata al direttore dell'animazione di S4C, Chris Grace, che ha visto il potenziale dell'idea e ha commissionato la serie. I personaggi e le trame sono stati creati da Rob Lee, un illustratore di Cardiff, e la serie è stata prodotta utilizzando la tecnica dello stop-motion. Potevano essere necessari fino a 4 giorni per produrre 1 minuto.
La prima apparizione della serie aveva i dialoghi in lingua gallese, solo successivamente fu tradotta in inglese; è stata anche tradotta in gaelico per la TV scozzese.

## Personaggi

### Adulti
- Samuel Paitent "Sam" Jones: il pompiere protagonista, efficiente e sveglio, sempre pronto ad aiutare la gente. Inizialmente si dilettava anche come inventore di strambi marchingegni, come si vede nella sigla di apertura della prima serie e in alcune puntate in cui gli stessi causavano dei guai da risolvere. Appare innamorato di Penny, anche se non si dichiara mai, e ha la paura del palcoscenico in quanto non gli piace mettersi in mostra. Doppiatori italiani: Massimiliano Lotti (serie 1987-2004), Alessandro Iannizzi[8] (serie 2008, 1ª voce) e Massimiliano Plinio (serie 2008, 2ª voce)
- Penny Morris: è una pompiera molto sveglia, praticamente l'alter-ego femminile di Sam di cui sembra innamorata. Doppiatrici italiane: Marina Thovez (serie 1987-2004) e Patrizia Salerno (serie 2008).
- Annie Morris: è la cugina di Penny Morris ed è una contadina. Doppiatrice italiana: Perla Liberatori.
- Elvis Cridlington: è un pompiere che ama il Rock and roll ed è ispirato graficamente a Elvis Presley, è un pasticcione imbranato e un po' svampito anche se poi al momento del bisogno si dimostra efficiente e preparato. Ha una cotta per Ellie e ha una forte amicizia con Penny. Doppiatori italiani: Marco Balzarotti (serie 1987-2004), Emiliano Reggente (serie 2008, 1ª voce) e Fabio Gervasi (serie 2008, 2ª voce).
- Jerry Lee Cridlington: è il cugino di Elvis, apparso solo nell'episodio "Il castello gonfiabile" per sostituire Penny. Doppiatore italiano: Valerio Massari.
- Ben Hooper: è un nuovo pompiere che appare a partire dalla terza serie, è addetto al Centro di Salvataggio in Mare di Pontypandy ed è innamorato di Penny. Doppiatori italiani: Daniele Di Matteo (1ª voce) e Stefano Bianchini (2ª voce).
- Arnold McKinley: è un nuovo pompiere che appare a partire dallo speciale "Gli eroi della tempesta". Doppiatori italiani: Michele Botrugno (1ª voce) e Danny Francucci (2ª voce).
- Ellie Phillips: è una nuova pompiera che appare a partire dallo speciale "Gli eroi della tempesta". Doppiatrici italiane: Carlotta Guido (1ª voce) e Cristina Caparrelli (2ª voce).
- Jodie Phillips: è la sorella di Ellie Phillips. Doppiatrice italiana: Rossella Celindano.
- Charles "Charlie" Jones: il pescatore, fratello di Sam, padre di Sarah e James marito di Bronwyn. Compare nella serie più recente. Doppiatori italiani: Davide Capone (1ª voce), Lorenzo Vantaggio (2ª voce) e Ugo De Cesare (3ª voce).
- Capitano Basil Steele: è il capitano della caserma dei pompieri di Pontypandy, integerrimo e tutto d'un pezzo, gli piace rievocare i bei momenti andati della sua giovinezza. È solito dire nella prima serie, quella del 1987, quando succede qualcosa di sorprendente/scioccante "O santi numi!". Doppiatori italiani: Stefano Albertini (serie 1987-2004) e Alberto Caneva (serie 2008).
- Bronwyn McShell-Griffiths: è la mamma di Sarah e James, moglie di Charlie; anche lei compare nella nuova serie, gestisce un ristorante di specialità di pesce chiamato Trattoria del pesce intero ed è appassionata di magia. Doppiatrici italiane: Barbara Berengo Gardin (1ª voce) e Alessandra Cerruti (2ª voce).
- Gareth Griffiths: è un macchinista della linea di Pontypandy ed è il padre di Bronwyn, suocero di Charlie e nonno materno di Sarah e James. Doppiatori italiani: Stefano Oppedisano (1ª voce), Giulio Pierotti (2ª voce) e Saverio Garbarino (3ª voce).
- Trevor Evans: è l'autista della corriera locale ed è innamorato di Dilys Price; occasionalmente, solo nelle prime due serie, partecipa alle missioni come pompiere ausiliario, altre volte invece provoca dei guai a cui devono porre rimedio i pompieri stessi. Doppiatori italiani: Antonio Paiola (serie 1987-2004) e Luca Violini (serie 2008).
- Bella Lasagna: è una donna italiana che possiede un ristorante, tipica caricatura degli italiani che emigravano all'estero. Nella prima serie, nel doppiaggio inglese ha un accento italiano mentre in quello italiano ha un marcato accento napoletano. Doppiatrici italiane: Monica Pariante (serie 1987-2004), Irene Trotta (serie 2008, 1ª voce) e Lilli Manzini (serie 2008, 2ª voce).
- Dilys Price: è la proprietaria dell'emporio del paese e ha come figlio Norman, il ragazzo pestifero del paese, che però lei vede sempre come un tesoruccio innocente; è innamorata di Trevor Evans ed ha un carattere ingenuo. Nella prima serie non si sa chi sia suo marito perché questi non appare mai. Doppiatrici italiane: Elisabetta Cesone (serie 1987-2004) e Daniela Debolini (serie 2008).
- Tom Thomas: lavora alla stazione di soccorso alpino sul monte Pontypandy, spesso aiuta i pompieri in ricerche e missioni dall'alto, è di origini australiane; compare dalla seconda serie. Doppiatori italiani: Lorenzo Scattorin (serie 2004), Maurizio Reti (serie 2008, 1ª voce) e Francesco Bossio (serie 2008, 2ª voce).
- Krystyna Kaminski: è una pilota polacca. Doppiatrice italiana: Gianna Gesualdo.
- Helen Flood: è la mamma di Mandy Flood, ha origini giamaicane ed è l'infermiera di Pontypandy. Doppiatrici italiane: Marina Massironi (serie 2004), Michela Alborghetti (serie 2008, 1ª voce) e Giovanna Nicodemo (serie 2008, 2ª voce).
- Mike Flood: è il "tuttofare" di Pontypandy, marito dell'infermiera Flood e padre di Mandy Flood. Tutti e tre compaiono dalla seconda serie. Doppiatori italiani: Giorgio Bonino (serie 2004), Stefano Billi (serie 2008, 1ª voce), Maurizio Tesei (serie 2008, 2ª voce) e Flavio Dominici (serie 2008, 3ª voce).
- Malcolm Williams: è il fratello di Helen Flood e lo zio di Mandy Flood. Doppiatore italiano: Tony Sansone.
- Rose Ravani: è l'Ufficiale Superiore di Malcolm Williams. Appare per la prima volta nel film "Norman Price e il mistero nel cielo". Doppiatrice italiana: Gianna Gesualdo.
- Signora Chen: è la madre di Lily. È una donna molto severa ed è una maestra. Doppiatrici italiane: Francesca Tardio (1ª voce) e Chiara Condrò (2ª voce).
- Ufficiale capo dei pompieri Boyce: visita Pontypandy ogni tanto per venire a trovare il vecchio compagno Capitano Steele e nello speciale "Grande incendio a Pontypandy" offre una promozione a Sam. Doppiatori italiani: Nicola Braile (1ª voce) e Giovanni Petrucci (
- Moose Roberts: è un famoso scalatore canadese. Doppiatori italiani: Alan Bianchi (1ª voce) e Sacha Pilara (2ª voce).
- Joe Sparkes: è il padre di Hannah e il meccanico di Pontypandy. Doppiatore italiano: Emanuele Durante.
- Lizzie Sparkes: è la madre di Hannah e la veterinaria di Pontypandy. Doppiatrici italiane: Mariangela d'Amora (1ª voce) e Lilli Manzini (2ª voce).
- Professor Pickles: è il professore di Pontypandy. Doppiatori italiani: Enrico Pallini (1ª voce) e Teo Bellia (2ª voce).
- Scoop Dooley: è una reporter. Doppiatrice italiana: Barbara Bovoli.

### Animali
- Rosa: è la gatta di Bella Lasagna.
- Dusty: è il cane che spesso si vede al negozio di Dilys Price ma amico di tutti. Compare solo nella seconda serie.
- Wholly o Lanetta: è la pecora che Norman ha salvato e da allora vive con lui.
- Bambignello: è un agnellino figlio di Wholly, battezzato da Sarah.
- Radar: è il cane della caserma dei pompieri, utilizzato talvolta per le ricerche di persone. Compare nella serie più recente.
- Tenaglia: è il cane di Gareth che in passato era di proprietà della sorella di Bronwyn.
- Leone: è il gatto della famiglia Jones.
- Kilo: è il cavallo da polizia.
- Ombra: è il cane da polizia.

### Bambini
- Norman Price: è un ragazzino di 9 anni figlio di Dilys. Si caccia spesso nei guai in quanto è un vero e proprio monello; quasi sempre provoca guai che necessitano dell'intervento dei pompieri. Anche se non lo dimostra, gli piace Mandy. Porta gli occhiali, infatti in tutto il cartone è l'unico bambino a tenerli. Doppiatori italiani: Gianmarco Ceconi[8] (serie 1987-2004) e Barbara Sacchelli (serie 2008).
- Sarah Jones e James Jones: sono due gemelli di 9 anni e Sam è il loro zio. Nelle prime due serie Sarah è impulsiva e socievole e James timido e fifone e ha un debole per Penny e vengono sempre visti insieme allo zio Sam ma dei genitori non c'è traccia, neanche quando si mettono nei guai. Solo dalla terza serie si vedranno i loro genitori. Doppiatrici italiane di Sarah: Cristiana Rossi[8] (serie 1987-2004), Fabiola Bittarello (serie 2008, 1ª voce) e Jessica Bologna (serie 2008, 2ª voce). Doppiatori italiani di James: Luca Bottale[8] (serie 1987-2004), Gilberta Crispino (serie 2008, 1ª voce) e Omar Vitelli (serie 2008, 2ª voce).
- Mandy Flood: è la figlia dell'infermiera Flood, ha 9 anni ed è di origine giamaicana. Ha dei sentimenti per Norman. Doppiatrici italiane: Federica Valenti (serie 2004), Francesca Rinaldi (serie 2008, 1ª voce) e Lavinia Paladino (serie 2008, 2ª voce).
- Derek Price: è il cugino di Norman e il nipote di Dilys. Doppiatrice italiana: Patrizia Salerno[9].
- Lily Chen: bambina di 3 anni, è la figlia della signora Chen.
- Hannah Sparkes: è una ragazzina di circa 11 anni, nonostante sia su una sedia a rotelle, è una bravissima nuotatrice, come si vede in alcuni episodi. Doppiatrici italiane: Chiara Oliviero (1ª voce), Laura Croccolino (2ª voce) e Giulia Lamarca (3ª voce)
- Peter Kaminski: è il fratello minore di Krystyna. Doppiatore italiano: Matteo Liofredi.

### Veicoli
- Jupiter: è il famoso camion rosso guidato da Sam, basato su un Bedford TK 1974 (Registrazione J 999, nella prima serie), successivamente su un modello di Bedford 1990 6x4 (dalla seconda serie).
- Venus: è un mezzo di soccorso guidato da Penny, basato su un modello di Range Rover dalla 2 e 3 stagione; nella prima stagione era basato su un Fiat Fiorino.
- Mercury: è il quad usato da Sam.
- Bessie: è un vecchio mezzo dei pompieri che va su rotaia, viene rimesso in sesto dal capitano Steele e spesso è lui a guidarlo quando è necessario un intervento presso la vecchia miniera.
- Hydrus: è un mezzo anfibio usato soprattutto da Sam.
- Ambulanza: è guidata da Helen Flood.
- Furgone di Mike: è guidato da Mike Flood, basato su un modello Dodge Astro.
- Wallaby One: è l'elicottero usato da Tom Thomas.
- L'autobus di Trevor: è la corriera di Pontypandy guidata da Trevor Evans, un veicolo bianco con due strisce rosse e verdi: poiché è un po' vecchiotto spesso è causa dei guai che provocano l'intervento dei pompieri.
- Titan: è la barca del Centro di Salvataggio in Mare di Pontypandy.
- Juno: è la moto d'acqua usata da Sam.
- Neptune: è un gommone di salvataggio guidato di solito da Penny, la sua massima potenza di traino sono il peschereccio di Charlie e di una piccola barca a vela di due posti.
- La barca di Charlie: è il peschereccio di Charlie.

## Episodi
| Stagioni                 | Episodi | Prima TV Regno Unito |
| ------------------------ | ------- | -------------------- |
| Prima stagione           | 8       | 1987                 |
| Seconda stagione         | 8       | 1988                 |
| Terza stagione           | 9       | 1990                 |
| Quarta stagione          | 8       | 1994                 |
| Quinta stagione          | 26      | 2005                 |
| Sesta stagione           | 26      | 2008-2009            |
| Settima stagione         | 26      | 2009                 |
| Ottava stagione          | 26      | 2012                 |
| Nona stagione            | 25      | 2014                 |
| Decima stagione          | 25      | 2016                 |
| Undicesima stagione      | 13      | 2017-2018            |
| Dodicesima stagione      | 13      | 2020-2021            |
| Tredicesima stagione     | 26      | 2021-2022            |
| Quattordicesima stagione | 26      | 2022-2023            |
| Quindicesima stagione    | 26      | 2023-2024            |
| Sedicesima stagione      | 26      | 2024-2025            |

## Controversie
Il 26 luglio 2016, nell'episodio "Acque pericolose" della serie 9, Elvis scivola su un pezzo di carta e cade su una pila di fogli facendoli volare via. Una delle pagine in volo che apparve brevemente in vista fu in seguito identificata come una pagina del Corano "Surah Mulk (67), versi 13-26". La società di produzione si scusò per questo incidente, rimosse l'episodio dalla trasmissione e cessò il lavoro con Xing Xing, la società di animazione responsabile dell'errore. La società di produzione ha dichiarato che pensava che la società di animazione mettesse un testo a caso e comunque non vi era motivo di credere che fosse stato fatto maliziosamente. In seguito è stato rivelato che ad una prima visione sembrava che Elvis avesse calpestato la pagina con il Corano quando in realtà a un'ispezione più ravvicinata il giornale su cui è intervenuto era una pagina vuota.
Nell'ottobre 2017 il commissario del fuoco di Londra, Dany Cotton, ha coinvolto il pompiere Sam in una campagna contro il sessismo e la promozione del vigile del fuoco di genere neutro. Propose che il nome della serie cambiasse da Fireman Sam (con desinenza maschile) a Firefighter Sam (con desinenza neutra). La Cotton ha dichiarato che un sondaggio ha dimostrato che le donne sono restie ad una carriera nel servizio antincendio perché è vista come un lavoro per uomini e che, dato che il Pompiere Sam è visto dai bambini fin da piccoli, questo rafforza lo stereotipo.

## Altri media

### Film

#### Live action
- Un film con attori diretto da Charles Savage e Vivienne Cozens, Fireman Sam in Action, fu pubblicato il 1º aprile 1996 su BBC Video. Gli attori che lo interpretano sono: Gary Lucas (nel ruolo di Sam il pompiere), Ian Sinclair (nel ruolo del capitano Steele), Joe Vera (nel ruolo di Trevor Evans), Mark Frederick (nel ruolo di Elvis Cridlington), Victoria Edwards (nel ruolo di Penny Morris), Karen Briffett (nel ruolo di Norman Price), Sarah Carleton (nel ruolo di Dilys Price), Emma Watt (nel ruolo di Sarah), Kelly East (nel ruolo di James) e Sarah Dyall (nel ruolo di Bella Lasagna).

#### Animazione
- Sam il pompiere - Grande incendio a Pontypandy (2009)
- Sam il pompiere - Gli eroi della tempesta (2014)
- Sam il pompiere - Allarme alieni! (2016)
- Sam il pompiere - Ciak, si gira, azione! (2018)
- Norman Price e il mistero nel cielo (2020)

## Videogiochi
L'azienda britannica Alternative Software pubblicò Fireman Sam, anche sottotitolato The Hero Next Door, nel 1991 per gli home computer Amstrad CPC, Commodore 64 e ZX Spectrum. Molti anni dopo la P2 Games Ltd pubblicò Fireman Sam: Junior Cadet (2011) e Fireman Sam: Fire & Rescue (2013) per dispositivi mobili iOS e Android.